# St. John's Dog

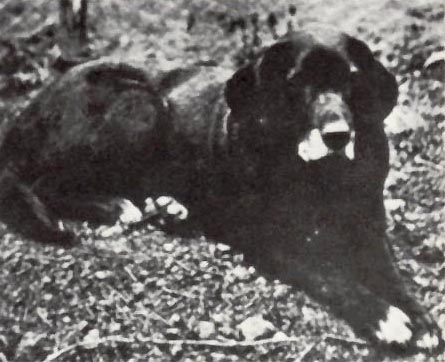
En tik av rasen St. John's Dog, fotograferad i England ca 1856.

St. John's Dog är en utdöd hundras från Kanada. Den var en mindre variant av newfoundlandshunden och uppkallad efter Newfoundland och Labradors huvudstad St. John's. Den var även omtalad som Black Water Dog och Labrador Dog. St. John's Dog ingår i härstamningen för alla retriever, i synnerhet labrador retriever som den var väldigt lik, förutom att St. John's Dog även fanns i en långhårig variant.
St. John's Dog var en framstående vattenapportör som förutom vid jakt på andfåglar även användes av fiskare för att apportera redskap och simma med tampar när båtarna skulle lägga till. Under 1700- och 1800-talen exporterades många St. John's Dog till Storbritannien som extrainkomst för fiskare och fraktskeppare. 1885 infördes höga skatter på hundar i Newfoundland och det instiftades förbud mot att inneha hundar på öarna i provinsen, vilket ledde till att rasen decimerades och så småningom försvann helt.
Tillsammans med newfoundlandshunden är St. John's Dog den enda arktiska hundrasen som inte varit av spetstyp. Deras anfäder måste alltså ha kommit till Nordamerika med europeiska emigranter. De raser som brukar nämnas är braquehunden Saint Hubert's Dog (d.v.s. förfadern till blodhunden, Chien de Saint-Hubert, tidigare engelsk blodhund) samt svarta vallhundar kallade coalies.